# Louis Blanc (metropolitana di Parigi)
Louis Blanc è una stazione delle linee 7 e 7 bis della metropolitana di Parigi.

## La stazione
La stazione venne aperta nel 1911 per quanto riguarda la linea 7 e nel 1967 per la linea 7 bis.
La stazione prese il nome dell'uomo politico Louis Blanc (1811-1882), che pubblicò delle opere come Organisation du travail, Histoire de dix ans; esse furono alla base della fondazione del Parti socialiste in Francia. Membro del Gouvernement provisoire del 1848, Louis Blanc si rifugiò a Londra durante il Secondo Impero dal 1848 al 1870. Eletto all'Assemblée nationale nel 1870, egli condannò la Comune.
La stazione ha due binari, utilizzati per entrambe le linee.

## Interconnessioni
- Bus RATP - 26, 46, 54
- Noctilien - N13, N41, N42, N45